# Andrzej Nowakowski (reżyser)
Andrzej Nowakowski (ur. 25 sierpnia 1963 w Poznaniu) – polski reżyser, scenarzysta oraz producent teatralny, filmowy i telewizyjny. Syn artysty plastyka Jerzego Nowakowskiego.

## Życiorys
Absolwent Instytutu Kulturoznawstwa na Uniwersytecie im. Adama Mickiewicza w Poznaniu. Pracę zaczynał w Telewizyjnym Studiu Filmów Animowanych w Poznaniu i w Zespołach Filmowych w Warszawie. Był sekretarzem literackim w Teatrze Polskim w Poznaniu i dyrektorem Teatru Ekspresji w Sopocie. Realizował spektakle i widowiska na scenach teatrów w kraju i za granicą. Prowadził autorski Magazyn Filmowy na kanale „Ale Kino” Telewizji Canal+. Zrealizował teledyski z takimi artystami jak: Irena Jarocka, Hanna Banaszak, Justyna Steczkowska, Urszula Dudziak, Kasia Wilk. Realizował również koncerty i spektakle m.in. Krystyny Prońko, Reni Jusis, Justyny Steczkowskiej, Renaty Przemyk, Marii Sadowskiej, Ireny Jarockiej, Kasi Wilk, Krzysztofa „Kasy” Kasowskiego, Sławka Uniatowskiego, Krystyny Sienkiewicz, Stefana Friedmanna, Bohdana Smolenia, Macieja Stuhra i Kabaretu Hrabi.
Związany od urodzenia z Poznaniem. W 2012 roku wyreżyserował klip PROJEKTU POZNANIAK pt. „Poznaj ten Poznań” promujący miasto Poznań.